# Sengáriz
Sengáriz es una entidad de población española del municipio de Ibargoiti, perteneciente a la Comunidad Foral de Navarra.

## Toponimia
El lugar puede aparecer referido con las grafías «Sengáriz» y «Sangariz».

## Historia
Hacia mediados del siglo XIX, el lugar, ya por entonces perteneciente a Ibargoiti, tenía contabilizada una población de 47 habitantes. Aparece descrito en el decimotercer volumen del Diccionario geográfico-estadístico-histórico de España y sus posesiones de Ultramar de Pascual Madoz con las siguientes palabras:

SANGARIZ: l. del ayunt. y valle de Ibargoiti en la prov., y c. g. de Navarra, part. jud. de Aoiz (3 leg.), aud. terr. y dióc. de Pamplona (4 1/2): sit. en la falda meridional de la sierra de Izaga, á la izq de la carretera de la cap. á Sangüesa: clima saludable; reinan los vientos N. y S. y se padecen constipados. Tiene 6 casas que forman una calle; escuela de primera educacion para ambos sexos á la que concurren los niños de este l. y Lecaun, dotada con 800 rs.; igl. parr. (San Estéban) servida por un abad de provision de los vec., cementerio contiguo á la igl.; y para surtido de la pobl. una fuente á su estremo, de aguas comunes y saludables. El térm. se estiende media leg. de N. á S. y cuarto y medio de E. á O., y confina N. Sierra de Izaga; E. Ziligueta; S. Izco, y O. Lecaun; comprendiendo dentro de su circunferencia un monte poblado de robles, canteras de piedra para edificios, y unas pequeñas deh. destinadas para pastar los ganados. El terreno es de secano, quebrado y poco productivo. caminos: la mencionada carretera y algunos locales, en buen estado. El correo se recibe de Monreal los domingos, martes y viernes : prod.: trigo, maiz, patatas y legumbres: cria de ganado vacuno, lanar y de cerda; caza de liebres y perdices. pobl.: 6 vec., 47 almas. riqueza. con el valle (V.).
(Madoz, 1849, p. 733)

En 2023, la entidad singular de población tenía empadronado un único habitante.